# Aikuchi
Das Aikuchi (japanisch 合口, 匕首) ist ein kurzes Tantō (Messer oder Kampfmesser), das von den Samurai vor allem in der Zeit des 15. Jahrhunderts getragen wurde.

## Beschreibung
Das Aikuchi hat eine gerade oder leicht gebogene, einschneidige Klinge. Die Klinge wird vom Heft zum Ort leicht schmaler. Der Klingenrücken ist unterschiedlich stark und gerade. Die Schneide ist über den größten Teil ihrer Länge meist gerade und verläuft dann in einer leichten Kurve an der Spitze zum Klingenrücken hin. Der Griff hat kein Parierelement (jap. Tsuba), sondern meist einen speziellen Metallbeschlag (ineinander greifend) in oft kunstvoller Gestaltung. Er kann mit Japanlack (Urushi) lackiert und dekoriert sein. Der Griff ist meist mit Same-gawa, der Haut des pazifischen Perlrochens, überzogen und hat keine Seidenwicklung (Tsuka-Ito). Die typischen Griffornamente (Menuki) sind fest aufgeklebt. Die Scheiden (Saya) bestehen aus Magnolien-Holz und sind lackiert. Dekorationen der Saya mit Ornamenten aus dünnem Buntmetall sind in verschiedenen Formen bekannt, ebenso komplett metallplattierte Scheiden (oft waren dies Montierungen für Touristen, Hamamono). Das klassische Aikuchi hat einer eher schlichte Saya. An der Außenseite der Saya ist eine Öse (Kurigata) zur Befestigung eines gewebten Seidenbands (Sageo) zur Sicherung am Gürtel (Obi) angebracht. Für die Klingen wurde derselbe Stahl benutzt wie für die Katana-Schwerter.
Das Aikuchi wurde von Samurai getragen, die den Militärdienst hinter sich hatten und so gesehen im Rentenalter standen und mit Rangbezeichnungen wie Hoin, Hokyo oder Hogen geehrt waren. Bis zur späten Tokugawa-Ära, auch Edo-Zeit genannt (1603 bis 1868), wurde er nicht von Standespersonen getragen. Die Messer wurden im Alltag getragen und sollten zum Ausdruck bringen, dass der Träger nicht „kampflustig“ war, aber jederzeit bereit, sich zu verteidigen. Es diente auch als Waffe bei rituellen Selbstmorden (Seppuku oder Harakiri). Wurden sie für diesen Zweck benutzt, waren die Klingen oft nicht in kunstvollen Monturen (Koshirae), sondern in einfachen, hölzernen Griffen und Scheiden, ähnlich der Shirasaya, montiert.
Während des Kampfes wurde das Aikuchi u. a. dazu benutzt, einem Gegner den letzten Stoß zu versetzen, nachdem dieser zu Boden geworfen wurde, oder um die Rüstung aufzuschneiden.